# Eupithecia fioriata
Eupithecia fioriata är en fjärilsart som beskrevs av Schütze 1959. Eupithecia fioriata ingår i släktet Eupithecia och familjen mätare. Inga underarter finns listade i Catalogue of Life.